# Ирис беловатый
Ирис беловатый (лат. Iris albicans) — многолетнее травянистое растение; вид рода Ирис (Iris) семейства Ирисовые (Iridaceae). Согласно данным GBIF название таксон признан синонимом вида Ирис флорентийский (Iris florentina L.).
Вырастает высотой до 30–60 см. Листья серо-зелёные до 20 (-38) × 2,2 см. Соцветие содержит 2 или 3 ароматных цветка. Цветки серебристо-серые в зародыше, белые или грязно-белые шириной 8 см во время цветения. Плод — коробочка. Цветёт с апреля по июнь.
Родиной вида являются Саудовская Аравия, Йемен. Натурализован в Марокко, Израиле, Иордании, Ливане, Сирии, Турции.
Культивируется по всему средиземноморскому региону.

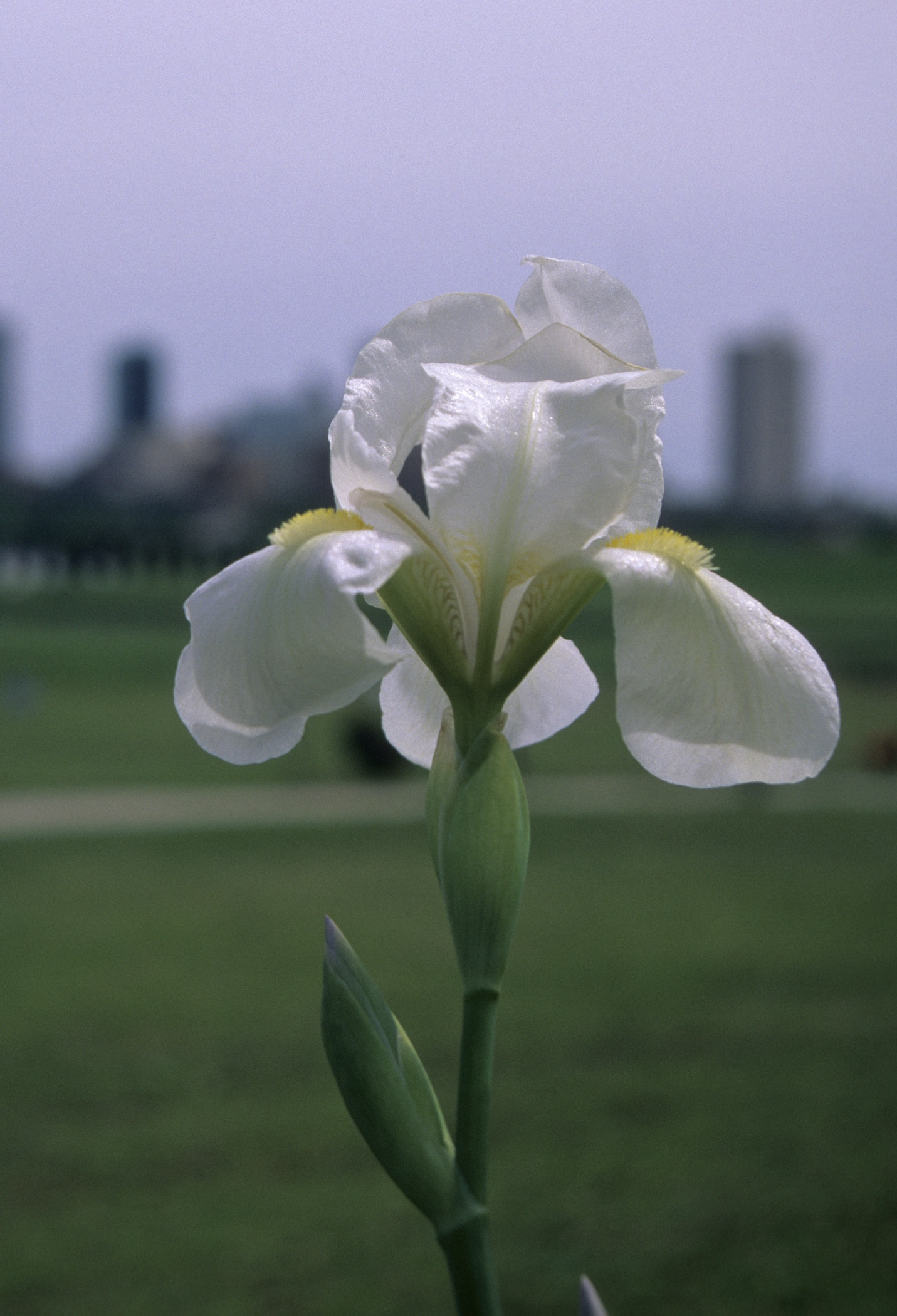
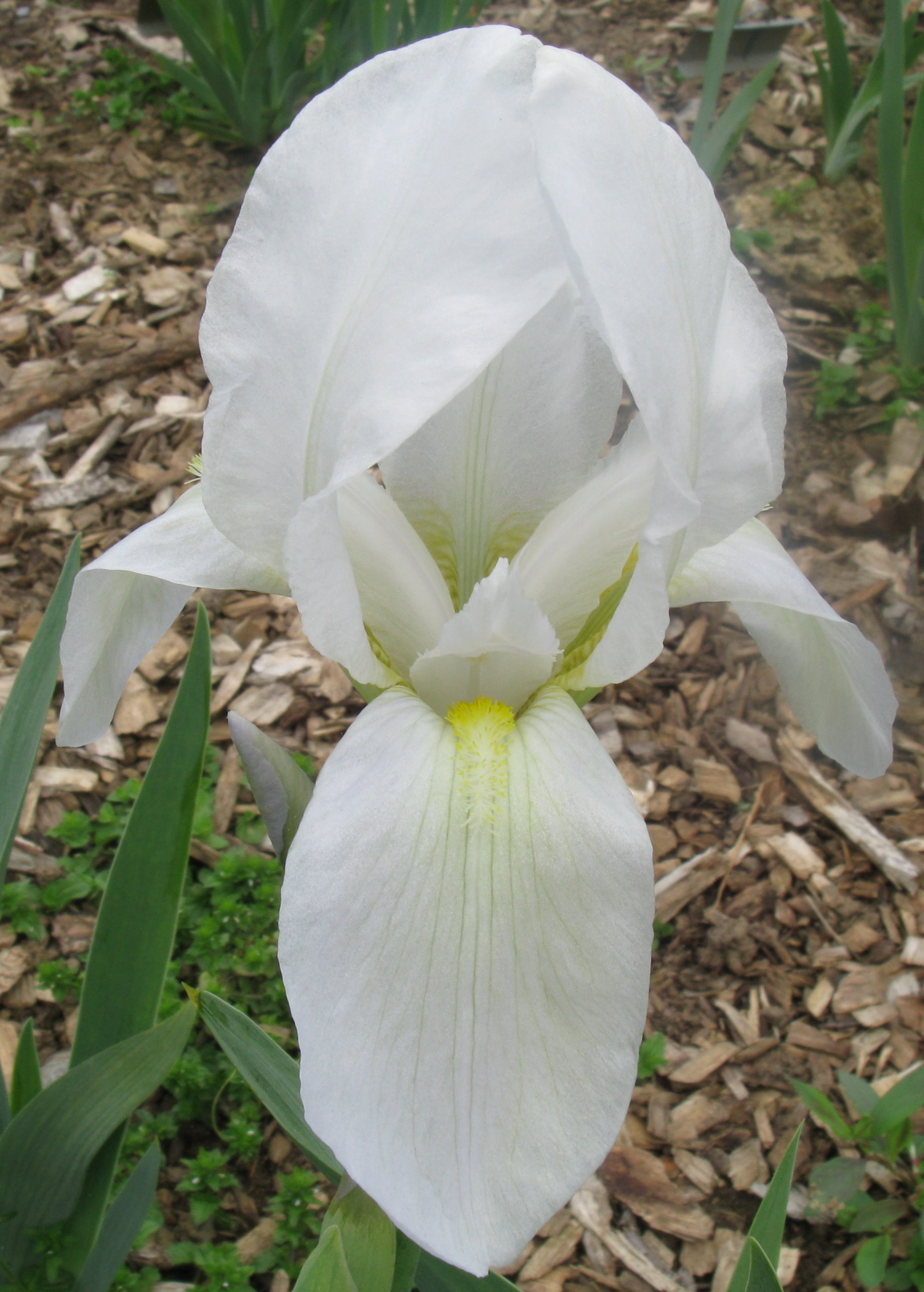